# Santa Teresa a Chiaia
Santa Teresa a Chiaia je barokna crkva u Napulju, Italija.
Crkvu je osnovao 1620., a dovršio 1650.-1662. Cosimo Fanzago. Potres 1688. oštetio je crkvu koja je morala biti obnovljena. Crkva se izvorno zvala Santa Teresa Plaggie, zbog mjesta u blizini plaže gdje se nalazila. Fasada je bogata štukaturom. Unutrašnjost je tlocrt grčkog križa s kipom svete Terezije, koji je izradio Cosimo Fanzago na glavnom oltaru. Glavna djela u crkvi su Marijino djetinjstvo, Pokoj u Egiptu, Sveti Petar se ukazuje svetoj Tereziji i Sveti Petar od Alcantare ispovijeda svetoj Tereziji, Luca Giordano.

## Vanjske poveznice
|  | Zajednički poslužitelj ima još gradiva o temi Santa Teresa a Chiaia |